# Erno Crisa
Erno Crisa (Bizerta, Túnez; 14 de marzo de 1914 - Lazio, Roma, Italia; 4 de abril de 1968) fue un actor de nacionalidad italiano de larga trayectoria artística.

## Carrera
Crisa se destacó notablemente en 52 películas entre 1944 y 1968 tanto en su país como en Francia y Argentina. Su última película fue el spaghetti western Sugar Colt en 1966. Galancito del cine italiano, brilló en películas como La hija de Mata-Hari (1954) junto a Ludmilla Tchérina; La Tierra del Fuego se apaga (1955) junto a Ana María Lynch; L'amant de lady Chatterley (1955) con Danielle Darrieux y Leo Genn;  Il sepolcro dei re (1960) junto a Debra Paget y Ettore Manni; Plein soleil (1960) dirigida por René Clément, y contó con la actuación de Alain Delon, Maurice Ronet y Marie Laforêt, Le baccanti (1961) con dirección de Giorgio Ferroni, junto a Taina Elg; Giulio Cesare contro i pirati (1962) con Gustavo Rojo y Abbe Lane; Maciste contro lo sceicco (1962) con Ed Fury;  entre otros.
Apareció en muchas novelas fotográficas europeas, incluida la infame Killing (también conocida como Sadistik).
Murió a los 54 años en Roma, Italia, el 4 de abril de 1968, víctima de derrame cerebral.

## Filmografía Parcial
- Croisières sidérales (1942)
- Coup de tête (1944)
- St. Val's Mystery (1945)
- The Last Judgment (1945)
- Christine se marie (1946)
- Les gueux au paradis (1946)
- La figure de proue (1948)
- Scandale (1948)
- The White Line (1950)
- The Last Sentence (1951)
- Messalina (1951)
- Sunday Heroes (1952)
- Papà ti ricordo (1952)
- La colpa di una madre (1952)
- Canzoni di mezzo secolo (1952)
- I falsari (1953)
- Jealousy (1953)
- Cavalcade of Song (1953)
- Violenza sul lago (1954)
- La hija de Mata-Hari (1954)
- Cañas y barro (1954)
- The Gold of Naples (1954)
- Questi fantasmi (1954)
- Di qua, di là del Piave (1954)
- La Tierra del Fuego se apaga (1955)
- Lady Chatterley's Lover (1955)
- Don Juan (1956)
- La fille de feu (1958)
- Caterina Sforza, la leonessa di Romagna (1959)
- The Black Archer (1959)
- Due selvaggi a corte (1959)
- I mafiosi (1959)
- Carthage in Flames (1960)
- The Cossacks (1960)
- Purple Noon (1960)
- Plein soleil (1960)
- Cleopatra's Daughter (1960)
- Il sepolcro dei re  (1960)
- Le baccanti (1961)
- Maciste contro lo sceicco (1962) - The Sheik
- Julius Caesar Against the Pirates (1962)
- Passport for a Corpse (1962)
- Taras Bulba, the Cossack (1962)
- Colossus of the Arena (1962)
- Le due leggi
- Goliath and the Sins of Babylon (1963)
- Brennus, Enemy of Rome (1963)
- Le fils de Tarass Boulba (1964)
- Vengeance of the Vikings
- Seven Rebel Gladiators (1965)
- Kommissar X – Drei gelbe Katzen (1966)
- Sugar Colt (1966)
- Pecos Cleans Up (1967)
- Angelique and the Sultan (1968)